# 이상학
이상학(1992년 8월 5일 ~ )은 전 오스트레일리안 베이스볼 리그 질롱 코리아의 투수이다.

## 한국 프로야구 시절

### 삼성 라이온즈시절
2015년에 입단하였다.

## 일본 독립야구 시절

### 고치 파이팅독스시절
2017년에 입단하였다.

## 호주 프로야구 시절

### 질롱 코리아시절
2018년에 입단하였다.

## 출신 학교
- 대구남도초등학교
- 경상중학교
- 경북고등학교
- 계명대학교